# Olgiatese

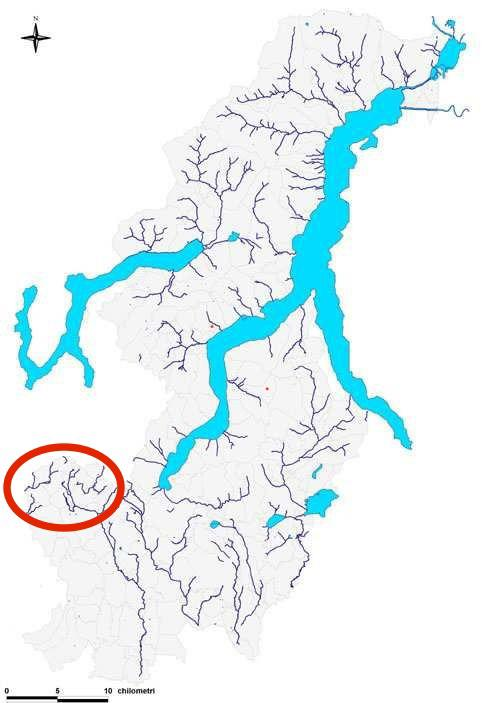
La provincia di Como e, cerchiata in rosso, l'Olgiatese

L'Olgiatese (o Alto Olgiatese) costituisce l'area geografica situata nella porzione nord-occidentale della provincia di Como. Il territorio è delimitato dai confini amministrativi con la provincia di Varese a ovest e con il canton Ticino a nord, a sud dalla cittadina di Olgiate Comasco, mentre a est il confine è idealmente costituito dal parco regionale Spina Verde, che separa questo territorio dalla cintura urbana di Como.

## Geografia
Il profilo caratteristico del territorio è quello di un'area con un elevato numero di piccoli centri abitati intercalati da boschi, campi ed aree agricole. L'orografia è essenzialmente quella di un ambiente prealpino-pedemontano, abbastanza eterogeneo con altipiani e colline moreniche ben pronunciate, con altitudine media compresa tra i 500-600 m s.l.m.  Per quanto riguarda i corpi idrici, non sono presenti laghi di significative dimensioni e i due corsi d'acqua maggiori, Gaggiolo e Faloppia, sono comunque di modesta rilevanza. Il territorio è meno urbanizzato rispetto ad altre aree dell'alta Lombardia, ma l'impatto delle attività umane appare comunque significativo.
Chiamato anche "piccola siberia lariana", l'Olgiatese si distingue per un clima generalmente più fresco rispetto alle aree limitrofe. In provincia di Como è una delle aree più nevose, paragonabile al Triangolo Lariano ed alla Val d'Intelvi, che però hanno generalmente un'altitudine superiore. A livello geografico l'Olgiatese si colloca in un'area collinare pedemontana, immerso nel verde delle Prealpi Comasche. Sotto il profilo morfologico il territorio è collinare, con un'altezza media di circa 400 m e un dislivello massimo di 300 m dal punto più basso, in località Mulini nella valle della Faloppia a 250 m, al punto più alto, il Monte Prato sopra Uggiate con Ronago di 535 m. La località di Solbiate con i suoi 445 m è il centro abitato più alto. Date queste premesse generali d'inquadramento territoriale, è possibile comprendere gli elementi che a volte consentono di vedere la neve nell’Olgiatese e la pioggia nelle località limitrofe, nonostante si colgano differenze altimetriche non elevate.
Procedendo con l'identificazione del perimetro di quest’ambito climatico, partendo in senso orario dalla città di Olgiate Comasco, si sale verso Beregazzo con Figliaro e di seguito Binago, limite occidentale verso il confine con il Varesotto. Già su questo primo tratto di perimetro, si può cogliere un elemento esterno piuttosto rilevante, il parco della Pineta di Appiano Gentile e Tradate, vasto polmone verde di 4.860 ettari che separa l'Olgiatese dalle aree altamente antropizzate e industrializzate dell'hinterland nordoccidentale milanese: esso condiziona il microclima dell'Olgiatese fungendo da filtro termoregolatore naturale. Proseguendo sempre in senso orario sul nostro perimetro ideale, si ritrova la località di Cagno, con due colli a gobba di cammello, il Monte Morone (498 m) ed il Monte Gasletto (492 m): essi costituiscono di per sé una barriera morfologica di rilievo, favorendo il ristagno di aria più fredda al loro settentrione. Di seguito si attraversa la Valmorea trovando i paesi di Cantello e Rodero, quest’ultimo con il colle di San Maffeo (515 m). Questa valle costituisce un corridoio morfologico naturale con direttrice nord-sud, collegando la piana di Stabio, in canton Ticino, con la Valle Olona, in provincia di Varese. Ruotando a est-nordest, si riattraversa la Valmorea incontrando il Colle dell'Assunta (533 m), sopra Bizzarone e il Monte Prato (535 m) sopra Uggiate.
Qui è necessario soffermarsi per fare un'importante valutazione che parte da più lontano: in situazioni particolari di cattivo tempo, il più delle volte con sinottiche contraddistinte da minimi depressionari sul Nordovest italiano, si innescano correnti dai quadranti meridionali in quota e di maestrale al suolo; l’aria fredda, incanalandosi lungo il Lago di Lugano, trova una condotta preferenziale tra il Monte Generoso ed il Monte San Giorgio, fino a sfociare nel Mendrisiotto. A questo punto trova strada facile tra il Colle dell'Assunta e il Colle di Somazzo o località Catafam adiacente al Monte Prato e in parte anche lungo la Valmorea; da qui essa si espande poi sull’Olgiatese, provocando episodi d’acqua mista a neve o rovesci nevosi, mentre altrove le precipitazioni rimangono sotto forma di pioggia. L'anello ideale si avvia verso la chiusura scendendo da Uggiate lungo la dorsale morenica verso la località di Gaggino, per poi ruotare attorno alla valle della Faloppia, includendo Drezzo e Parè. La Valle della Faloppia è esclusa in quanto - oltre a scendere dal punto di vista altimetrico fino a circa 250 m sul confine svizzero - è parzialmente soggetta all'ingresso di correnti più miti dal Lago di Como e da un certo riscaldamento indotto dalla forte urbanizzazione della città di Chiasso. Il perimetro si chiude con Gironico per ricollegarsi a Olgiate Comasco.
Sussiste un sub-ambito microclimatico concentrico a quello appena descritto, racchiuso in un anello di neppure 20 km² composto dagli abitati di Solbiate, Cagno, Rodero, Valmorea, Bizzarone, solo la parte alta di Uggiate con l’esclusione di Trevano, Gaggino e Albiolo. Principalmente si distingue dal punto di vista termico in seguito ad un minimo effetto catino; i colli circondanti tale settore, consentono il ristagno di un sottile strato di aria più fredda rispetto alle adiacenti zone. Le temperature misurate durante precipitazioni estese ed omogenee sono inequivocabili; infatti, i valori rilevati dalla stazione di Valmorea, situata al centro di tale area, rispetto alle corrispettive ubicate ad Olgiate Comasco o Figliaro, risultano quasi sempre inferiori di 0,5 °C. Non poco, in una distanza così breve. Per quanto concerne le nevicate importanti (ad esempio quelle del 1978, 1985, 2006, ed in ultimo quella del 2013) i quantitativi non si discostano di molto rispetto a quelli dei limitrofi (+/- 8cm); vi è invece un’importante differenza per i giorni di permanenza al suolo, dovuta alle caratteristiche termiche sopra descritte.
Data la scarsa antropizzazione del territorio, si può annoverare qui il parco Valle del Lanza, che comprende Bizzarone, Cagno, Rodero e Valmorea. Quest'ultimo ha preso il nome dalla valle che ospita il parco. 

## Infrastrutture
Nell'Olgiatese vi è una linea ferroviaria, oggi dismessa: la Ferrovia di Valmorea. La ferrovia nasce a Mendrisio ed entra in territorio lariano a Bizzarone, in località Santa Margherita, poi percorre tutto il fondovalle per sfociare in territorio varesino a Cantello. Prosegue poi fino al suo capolinea, Castellanza.
Il territorio non è attraversato da autostrade ma vi sono diverse tratte statali o provinciali di discreta rilevanza:
1. La Strada statale 342 Briantea, attraversa l'Alto Olgiatese nei comuni di Olgiate Comasco, Solbiate e Binago.
2. La S.P. 18 di Drezzo a direzione Pedrinate ed Uggiate.
3. La S.P. 20 della Valmorea.
4. La S.P. 23 Lomazzo-Bizzarone (tronco Olgiate Comasco - Confine).
5. La S.P. 45 della Val Mulini.

### Valichi
L'Olgiatese, terra di confine per eccellenza, conta sul suo territorio la presenza di svariati valichi doganali di varie tipologie.
| Nome del valico                                       | m s.l.m. | Coordinate                 | Tipo                                                               | Afflusso | Apertura notturna    | Immagine          |
| ----------------------------------------------------- | -------- | -------------------------- | ------------------------------------------------------------------ | -------- | -------------------- | ----------------- |
| Bizzarone - Novazzano fraz. Brusata                   | 450      | 45°50′24.23″N 8°57′31.65″E | Turistico/Residenziale                                             |          | Si                   | ---               |
| Ronago - Novazzano fraz. Marcetto                     | 350      | 45°50′10.82″N 8°58′58.96″E | Turistico/Residenziale                                             |          | Si                   | ---               |
| Crociale dei Mulini - Ponte Faloppia                  | 270      | 45.83407°N 8.99393°E       | Turistico/Residenziale                                             |          | Si                   | ---               |
| Drezzo - Pedrinate                                    | 400      | 45.820639°N 9.003044°E     | Turistico/Residenziale                                             |          | Si, ma solo pedonale | ---               |
| Bizzarone - Santa Margherita di Stabio                | 350      | 45.83879°N 8.933434°E      | Pedonale-Ferroviario / apertura con passaggio treno della Valmorea |          | No                   | ---               |
| Valico della Pignora (Uggiate con Ronago - Novazzano) | 465      | 45.835838°N 8.962475°E     | Pedonale / Chiuso; aperto due volte l'anno                         |          | No                   | Versante italiano |

## Centri abitati
Di seguito sono elencati i centri abitati che formano l'Olgiatese. Premesso che la zona in questione è caratterizzata da un'urbanizzazione relativamente limitata, complici la discreta lontananza dalle principali città (Como, Varese e Lugano distano 20-30 km) la discreta altitudine ed una morfologia poco omogenea, questa zona è una realtà tranquilla ed adatta al riposo: sono presenti, infatti, alcune case di villeggiatura appartenenti a cittadini di Milano e dell'hinterland. Carl Thomas Mozart acquistò una casa di villeggiatura a Caversaccio.
| Località        | Abitanti | Superficie (Km²) | Altitudine (m. s.l.m.) |
| --------------- | -------- | ---------------- | ---------------------- |
| Albiolo         | 2673     | 2.84             | 423                    |
| Binago          | 4756     | 7.12             | 423                    |
| Bizzarone       | 1704     | 2.67             | 436                    |
| Cagno           | 2036     | 3.53             | 405                    |
| Drezzo          | 1218     | 1.95             | 357                    |
| Gironico        | 2276     | 4.42             | 370                    |
| Parè            | 1763     | 2.21             | 412                    |
| Faloppio        | 4721     | 4.14             | 376                    |
| Olgiate Comasco | 11663    | 10.96            | 400                    |
| Rodero          | 1278     | 2.52             | 400                    |
| Ronago          | 1652     | 2.09             | 357                    |
| Solbiate        | 2592     | 4.09             | 445                    |
| Uggiate-Trevano | 4907     | 5.78             | 414                    |
| Valmorea        | 2612     | 3,14             | 408                    |